# ユ・ジェミョン
ユ・ジェミョン（유재명、1973年6月3日 - ）は、大韓民国の俳優。
釜山広域市南区出身。釜山大学校在学中演劇サークルに入ったことをきっかけに役者を志すようになり、卒業後の1997年に地元釜山の劇団に入団、20年ほど活動した。40歳の時ソウルに移り、映画やテレビドラマに出演。
テレビドラマ『梨泰院クラス』の長家（チャンガ）の会長チャン・テヒ役など、主に悪役での出演が多い。

## 主な出演作品

### 映画
- 悪いやつら（2012年）
- 観相師 -かんそうし-（2013年）
- 提報者 ES細胞捏造事件（2014年）
- クズ 卑劣な賭け（2014年）
- 鰻の男（2014年） - チャン社長 役
- ベテラン（2015年）
- インサイダーズ/内部者たち（2015年）
- 荊棘の秘密（2016年） - 道議員1 役
- エンドレス/繰り返される悪夢（2017年） - カンシク 役
- V.I.P. 修羅の獣たち（2017年）
- ゴールデンスランバー（2018年）
- 風水師 王の運命を決めた男（2018年） - ク・ヨンシク 役
- 優しき罪人（つみびと）（2018年） - サンムン 役
- マルモイ ことばあつめ（2019年） - キム・ドゥボン 役（特別出演）
- 悪人伝（2019年）
- ビースト（2019年） - ミンテ 役
- ユンヒへ（2019年） - インホ 役（特別出演）
- ブリング・ミー・ホーム 尋ね人（2019年） - ホン署長 役[2]
- 野球少女（2019年）
- 声もなく（2020年） - チャンボク 役[3]
- キングメーカー 大統領を作った男（2021年） - キム・ヨンホ 役
- 大統領暗殺裁判 16日間の真実（2024年） - チョン・サンドゥ 役
- 消防士 2001年、闘いの真実（2024年） - カン・インギ 役
- ハルビン（2024年） - チェ･ジェヒョン 役
- 劇映画 孤独のグルメ（2025年） - 韓国入国審査官 役

### テレビドラマ
- 私の娘コンニム（2011年 - 2012年、SBS）  - ペク記者 役
- TEN2（2013年、OCN） - カン・ソンフン 役
- 剣と花（2013年、KBS） - キルブ 役
- グッド・ドクター（2013年、KBS） - 通り魔 役
- エンジェルアイズ（2014年、SBS）  - ソヌ 役
- ミセン～未生～　（2014年、tvN）  - 蔚山工場の職員 役
- 青い鳥の輪舞＜ロンド＞（2015年、KBS2） - イム室長 役
- ミセス・コップ（2015年、SBS） -コンボム 役
- 恋のスケッチ〜応答せよ1988〜（2015年 - 2016年、tvN） - リュ・ジェミョン 役
- 僕は彼女に絶対服従～カッとナム・ジョンギ（2016年、JTBC） - チョ・ドンギュ 役
- グッドワイフ〜彼女の決断〜（2016年、tvN） - ソン・ドンウク 役
- 嫉妬の化身〜恋の嵐は接近中〜（2016年、SBS） - オム・ギテ 役
- 花郎（2016年 - 2017年、KBS） - パオ 役
- 力の強い女ト・ボンスン（2017年、JTBC） - ト・チルグ 役
- 秘密の森〜深い闇の向こうに〜（2017年、tvN） - イ・チャンジュン 役
- 刑務所のルールブック（2017年 - 2018年、tvN） - リュ弁護士 役
- 世界でもっとも美しい別れ（2017年、tvN） - キム・クンドク 役
- ライフ（2018年、JTBC） - チュ・ギョンムン 役 ※第6回アジア太平洋スターアワード男性演技賞受賞[4]
- 空から降る一億の星（2018年、tvN） - ヤン・ギョンモ 役
- 自白（2019年、tvN） - キ・チュノ 役
- ダーリンは危機一髪!（2019年、KBS） - カン・スイル 役
- 梨泰院クラス（2020年、JTBC） - チャン・デヒ 役
- ヴィンチェンツォ（2021年、tvN） - ホン・ユチャン 役
- TIMES〜未来からのSOS〜（2012年、OCN） - キム・ジンチョル 役
- ホームタウン-消される過去-（2021年、tvN） -  チェ・ヒョンイン 役
- 未成年裁判（2022年、Netflix） - オム・ジュンギ 役
- アンナラスマナラ -魔法の旋律-（2022年、Netflix） - ナ・ジンマン 役
- NO WAY OUT:ザ・ルーレット（2024年、Disney+） - キム・グクホ 役